# Keaton Ellerby
Keaton Ellerby, född 5 november 1988, är en kanadensisk professionell ishockeyspelare som spelar för Mora IK i SHL. Han har tidigare representerat Florida Panthers, Los Angeles Kings och Winnipeg Jets i NHL.
Ellerby draftades i första rundan i 2007 års draft av Florida Panthers som tionde spelare totalt.